# Samuel Pozzi
Pour les articles homonymes, voir Pozzi.
Jean-Samuel Pozzi est un médecin, chirurgien et anthropologue français né à Bergerac (Dordogne) le 3 octobre 1846 et mort à Paris le 13 juin 1918. Membre de l'Académie de médecine et professeur à la Faculté, il est l'un des pionniers de la gynécologie moderne, acteur de l'émergence des spécialités chirurgicales à partir d'une chirurgie générale.
Son nom reste attaché à un instrument gynécologique : la pince de Pozzi.
Par son ascension sociale, sa vie mondaine et privée turbulente, son goût pour les arts et les femmes, et sa fin tragique, il fait figure d'un héros de roman, au destin hors du commun.

## Biographie

### Origine et formation
Samuel Pozzi est issu d'une famille d'origine suisse-italienne. Son père est Benjamin Pozzy, pasteur protestant à Bergerac, professeur et écrivain journaliste qui participe en 1849 à la fondation de l'Union des Églises évangéliques libres de France. Sa mère est Marthe Escot de Meslon.
Samuel Pozzi entre au lycée de Pau en 1858, puis il est au lycée de Bordeaux en 1860 où son père venait d'être nommé. Il est bachelier en 1864.
Il commence ses études de médecine à Paris. Externe des hôpitaux de Paris en 1866, interne en 1868, c'est un étudiant brillant, l'un des élèves préférés de Paul Broca (1824-1880). En 1871, il est préparateur d'anatomie alors qu'il n'était encore qu'étudiant.
Engagé volontaire lors de la guerre de 1870, il découvre sa vocation chirurgicale dans la traumatologie de guerre. Il obtient son doctorat en 1873 avec une thèse sur les fistules de l'espace pelvi-rectal supérieur (où il change son nom de Pozzy en Pozzi) puis l'agrégation de chirurgie en 1875 à l'âge de 29 ans avec une thèse sur le traitement des tumeurs fibreuses de l'utérus,.

### Carrière hospitalo-universitaire
En 1875, il est conservateur-adjoint du musée Orfila et remplaçant occasionnel de Paul Broca durant ses vacances.
En 1877, il est chirurgien des hôpitaux, nommé à l'hôpital de Lourcine-Pascal (rebaptisé plus tard, à son initiative, hôpital Broca) en 1883. Il est aussi chirurgien en chef des asiles d'aliénés de la Seine de 1878 à 1898.
De 1880 à 1900, il est chargé de cours de pathologie externe, de clinique, et de gynécologie à la faculté et divers hôpitaux.
En 1901, il est nommé professeur titulaire d'une nouvelle chaire, celle de clinique gynécologique. Il est remplacé à sa mort par Jean-Louis Faure (1868-1944).

### Famille
À l'âge de 10 ans, il perd sa mère qui meurt de tuberculose, puis sa sœur qui meurt de typhoïde.
Cette circonstance de jeunesse a puissamment aidé sa carrière, car son père épousa une anglaise, de sorte que Samuel Pozzi était parfaitement bilingue très tôt et à une époque où c'était très rare. Cela lui donnera un accès direct à l'énorme potentiel anglo-saxon,.
Son demi-frère est Adrien Pozzi (1860-1939), médecin et homme politique, et il a pour cousin Joseph Alexandre Laboulbène (1825-1898).
En 1879, Samuel Pozzi épouse Thérèse Loth-Cazalis (1856-1932), une jeune fille bien dotée, apparentée au peintre Frédéric Bazille (1841-1870) et au médecin Henri Cazalis (1840-1909). De ce mariage naissent trois enfants : la poétesse Catherine Pozzi (1882-1934), Jean Pozzi (1884-1934) diplomate et collectionneur d'art, et Jacques Pozzi (1896-1953) « le frère fou » placé en institution,.

### Une fin tragique
Il fut assassiné le 13 juin 1918, par un de ses patients frappé de démence qui lui cribla l'abdomen de plusieurs balles de pistolet, avant de se suicider. Ce patient, opéré d’une varicocèle, était mécontent de l’opération qui l'aurait rendu impuissant et Pozzi refusait de le réopérer. Malgré les efforts du docteur Thierry de Martel (un de ses élèves en chirurgie) pour le sauver, Pozzi mourut le même jour,.
Ses obsèques eurent lieu le 18 juin 1918 à l'église réformée de la Grande-Armée, à Paris. Selon son souhait, il fut inhumé dans son uniforme militaire dans sa ville natale de Bergerac.
Il vécut dans un hôtel particulier au 47, avenue d'Iéna (aujourd'hui 49-51), vendu en 1897 aux frères Rodolphe et Maurice Kann, puis dans un appartement situé 10, place Vendôme jusqu'à sa mort.

## Travaux
En 1870, il est membre de la Société d'Anthropologie (son président en 1888), et à la demande de Paul Broca, il co-traduit un livre de Charles Darwin (1809-1882) The expression of emotions in man and animals (L'Expression des émotions chez l'homme et les animaux),.

### Voyages et promotions
Excellent chirurgien, il s'initia dès 1876 auprès de Joseph Lister (à Édimbourg) aux pansements antiseptiques, aboutissement des théories de Pasteur. Il fut l'un de ceux qui introduisirent et répandirent le « Listerisme » en France, en contribuant au déclin des infections opératoires.
Il aborda l'un des premiers la chirurgie de l'abdomen en pratiquant en 1889 la première gastro-entérostomie réalisée en France, mais aussi la suture de la vessie après taille sus-pubienne, la cholédocotomie (incision du cholédoque pour extraire un calcul), la suture du tissu hépatique après extraction d'un kyste hydatique, etc.
Au fil des années, il se consacra de plus en plus à la gynécologie dont il fut l'un des pionniers en France et entreprit de nombreux voyages d'étude en Angleterre, en Allemagne et en Autriche. En 1888, il quitte Paris pour se retirer à Montpellier chez des parents où il rédige en deux ans son fameux Traité de gynécologie clinique et opératoire publié en 1890, richement illustré, et suivi de plusieurs éditions et traductions en 6 langues. L'ouvrage, devenu un classique de référence sur un demi-siècle, lui vaut une réputation internationale.
Invité aux États-Unis, il s'y rend deux fois en 1893 et en 1904. Il rencontre William Halsted (1852-1922) dont il relaie en France la promotion du gant chirurgical en cours d'opération. Il visite la célèbre Mayo Clinic et rencontre aussi Alexis Carrel (1873-1944) à l'Institut Rockefeller dont il fait connaître les travaux sur la transplantation d'organes et la culture des tissus,.

### Gynécologie
Dans son Traité de gynécologie, Pozzi décrit la conduite de l'examen gynécologique obtenu après consentement de la patiente. Il pratique le palper bi-manuel (toucher vaginal ou rectal à un ou deux doigts associé à une pression de la main opposée sur l'abdomen) et l'examen au spéculum.

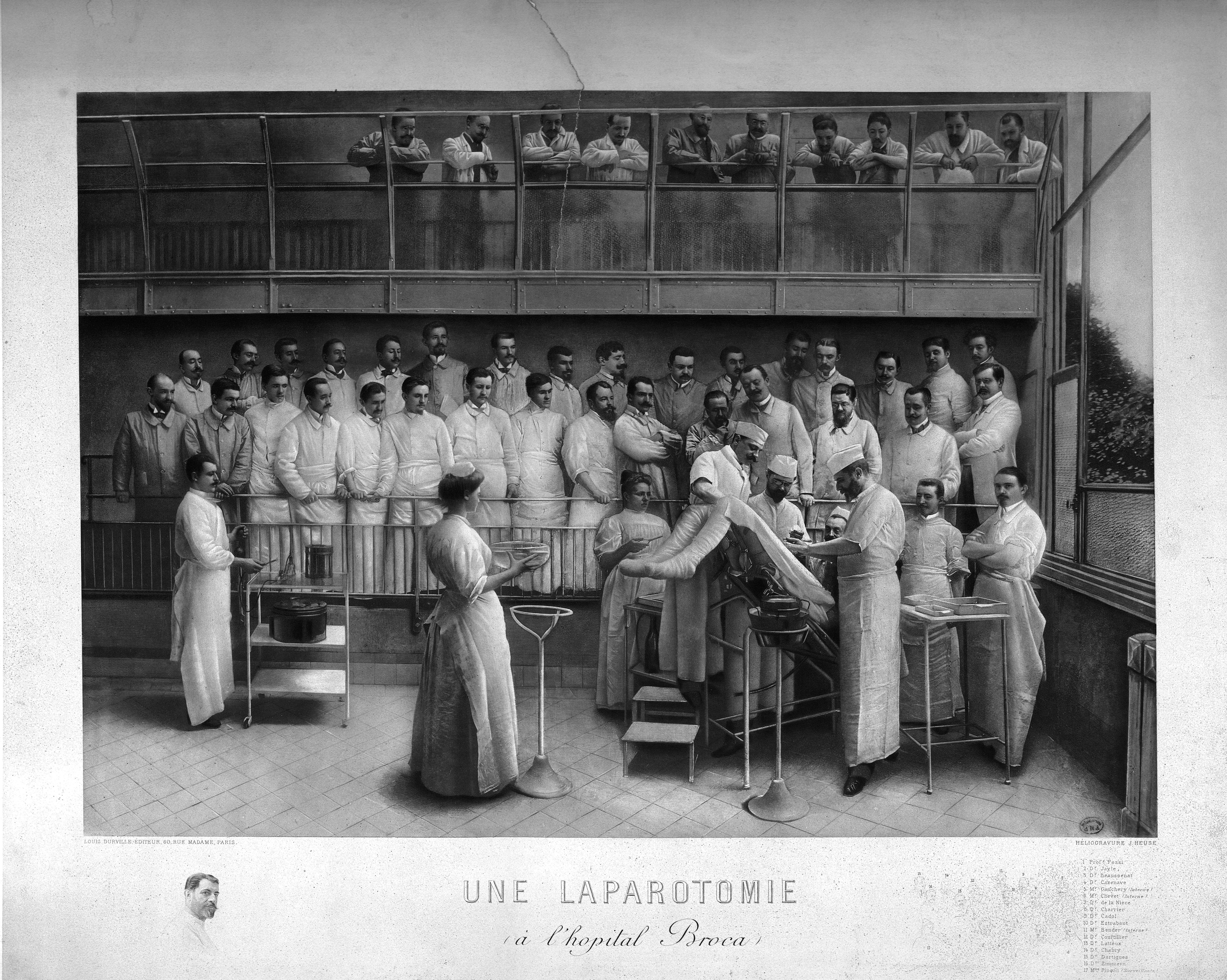
Une laparotomie à l'hôpital Broca en 1901. Samuel Pozzi est au premier plan, debout en présentant son profil gauche. L'opéré(e) est en position de Trendelenburg, pour un meilleur accès à la cavité pelvienne.

En chirurgie gynécologique, il souligne l'importance des nouvelles méthodes d'anesthésie et d'antisepsie. Il est surtout partisan de la gynécologie conservatrice, refusant l'ablation systématique de l'utérus et des ovaires. Par exemple il recommande une myomectomie pour enlever un fibrome au lieu d'une hystérectomie, et il évite l'ovariectomie totale. Il est l'un des premiers à s'intéresser à la chirurgie des malformations et ambiguïtés génitales.
En deux chapitres, il donne une description du cancer du col utérin. Selon lui, ce cancer est insidieux débutant vers l'âge de 40 ans, se manifestant au tout début par un saignement post-coïtal. Il établit que le toucher peut révéler une induration du col et que la maladie progresse par extension jusqu'à l'insuffisance rénale, la péritonite et la septicémie. Il reconnait des facteurs locaux prédisposants comme les inflammations du col et les grossesses répétées, et distingue plusieurs types anatomo-pathologiques. Il propose deux types de traitements : un traitement palliatif pour les cancers avancés, et un traitement radical pour les cancers localisés selon sa formule « plus la lésion est limitée, plus l'opération doit être large ». Il préfère alors une hystérectomie totale à l'amputation du col.
Dans les débats de son temps sur le traitement des cancers, il se montre résolument favorable à une nouvelle technique discutée de 1906 à 1911, puis abandonnée et oubliée : l'électrothérapie opératoire qui consiste, après extirpation de la tumeur, à « foudroyer » la plaie par une étincelle électrique de haute fréquence,.
Par comparaison, la radiothérapie anticancéreuse qui apparait à la même époque, surtout en Autriche, est alors ignorée par les chirurgiens français, et par Pozzi en particulier qui ne pratique que la cure chirurgicale, parfois suivie de fulguration. Cette situation serait due, non pas à une différence de génération, mais en partie à la prépondérance sociale parisienne des professeurs cliniciens sur les médecins radiologues (discipline encore annexe et subordonnée).
En 1897, il fonde la Revue de gynécologie et de chirurgie abdominale. L'ensemble de ses travaux influence la pratique des gynécologues jusqu'aux années 1930.

### De l'hôpital Broca à la Grande Guerre

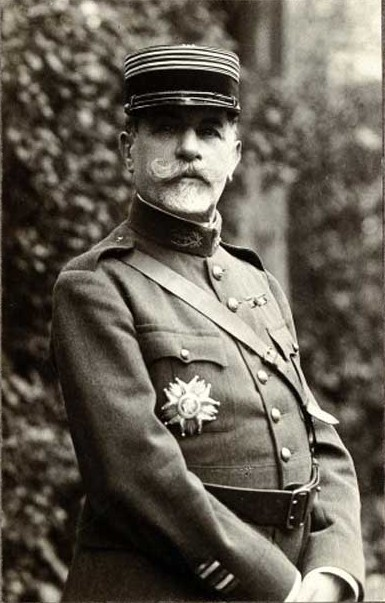
Samuel Pozzi en 1918.

Pozzi aménage son service de l'hôpital Broca de la manière la plus moderne, allant jusqu'à en décorer les murs de toiles d'artistes connus, dont Georges Clairin (1843-1919),. Fasciné par la beauté, il considère que la couleur a valeur thérapeutique, le moral intervenant dans la guérison. Il aurait anticipé l'humanisation des hôpitaux.
Dans ce service, il fonde une école réputée de gynécologie, en ayant deux élèves qui ont laissé un nom : le neurochirurgien Thierry de Martel (1875-1940) et le chirurgien Robert Proust (1873-1935), fils d'Adrien et frère de Marcel, jusqu'à ce qu'il devienne le premier titulaire d'une nouvelle chaire de clinique gynécologique créée en 1901 à la Faculté de médecine.
Durant la Première Guerre mondiale, Pozzi reprend du service malgré son âge, en étant nommé médecin principal de première classe du service de santé du gouvernement militaire de Paris. Il dirige plusieurs salles de blessés à l'hôpital Broca, à l'hôpital du Panthéon et à celui de l'hôtel Astoria.
Il est l'un des premiers à soutenir et présenter les procédés de désinfection des plaies imaginés par Lister et Alexis Carrel : l'acide carbolique de Lister étant remplacé par la solution de Dakin (méthode Carrel) dans le lavage des plaies de guerre,. Il défend le principe de l'intervention précoce chez les blessés de l'abdomen.
Durant sa carrière, Pozzi publie plus de 400 articles en inventant plusieurs instruments qui portent son nom (forceps, pinces, seringues…). Le plus connu étant la pince de Pozzi, toujours utilisée au XXIe siècle pour saisir le col de l'utérus,,.

## Vie publique et privée

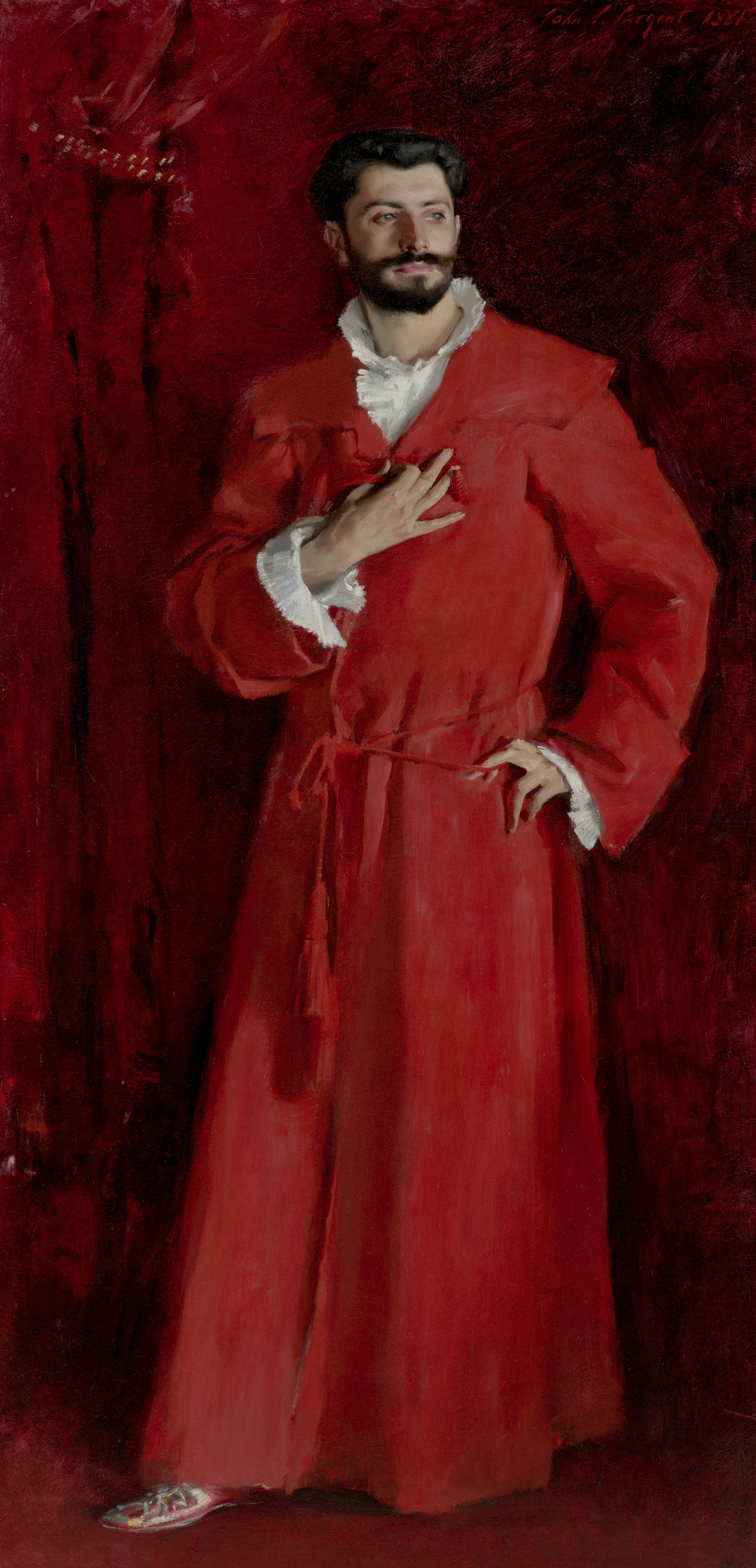
Le Docteur Pozzi chez lui, par John Singer Sargent, 1881, Musée Hammer (Los Angeles).

### L'homme
Samuel Pozzi se distingue par sa haute prestance, de grande taille dépassant 1 m 80, avec un corps rendu athlétique par la pratique assidue de son sport favori, l'escrime. Réputé parfait gentleman et d'une grande courtoisie, il reçoit chez lui écrivains et artistes.
Les avis divergent quant à sa compétence médicale. Robert Proust, frère de Marcel, qui fut son assistant à l'hôpital Broca en 1914, le tenait en haute estime, mais Léon Daudet, lui-même ancien carabin, disait : « Je ne lui confierais pas mes cheveux, surtout s'il y avait là une glace ».
Pozzi était en effet extrêmement coquet : il s'est fait peindre par John Singer Sargent enveloppé dans une somptueuse robe de chambre écarlate. « C'est l'image du séducteur né ».
Son ami Léon Bonnat réalisa de lui en 1910 un portrait très différent qui met l'accent sur son regard et sa force intérieure. Il demanda en 1916 à Jean-Gabriel Domergue de le représenter en uniforme militaire des services de santé avec la plaque de grand officier de la Légion d'honneur.

### Religion et politique
Il s'affirme comme protestant et républicain convaincu. Il est l'ami de Georges Clémenceau (1841-1929) et témoin de la défense lors du deuxième procès de l'Affaire Dreyfus.
De 1894 à 1911, il effectue une carrière politique en tant que maire, conseiller général et sénateur de la Dordogne. Il fut élu sénateur de la Dordogne en 1898, par 575 voix contre 546 à son adversaire, en remplacement du docteur Antoine Gadaud, décédé. Dreyfusard, il siégea au groupe de la Gauche et de l'Union Républicaine et fut battu en 1903 par le docteur Jean Peyrot, médecin et professeur des facultés.

### Chirurgien mondain et amateur d'art

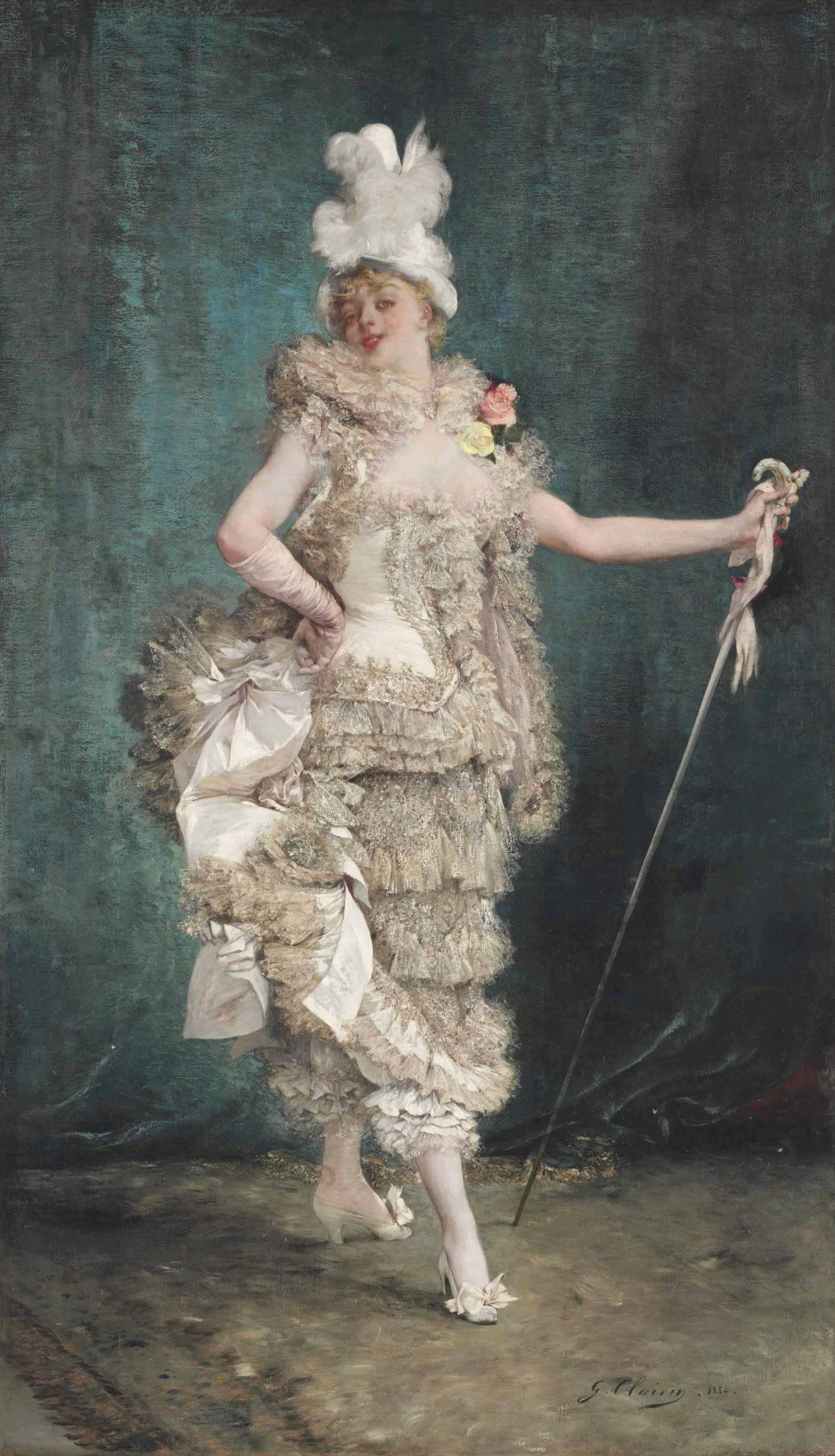
Frou-frou, 1882, de Georges Clairin (1843-1919), un des peintres préférés de Pozzi.

Pendant la guerre de 1870, Pozzi fait la connaissance du poète Leconte de Lisle (1818-1894) qui l'introduit dans les salons littéraires et le monde des artistes. Devenu gynécologue et chirurgien à la mode de l'aristocratie et de la haute bourgeoisie, Samuel Pozzi fréquente les salons de Mme Émile Straus, de Aubernon de Nerville, de la princesse Mathilde, de Mme Arman de Caillavet et de la comtesse Potocka.
Il est membre du Cercle des Mirlitons ou Cercle de l'Union artistique qui rassemble les artistes et l'élite mondaine de Paris. Il est en relation avec Edmond Rostand (1868-1918) et Alexandre Dumas fils (1824-1895). Il soigne notamment Robert de Montesquiou, le prince Edmond de Polignac, Anatole France, Jean Lorrain et les Rothschild.
Familier du docteur Adrien Proust, il fut aussi le médecin de son fils Marcel, rencontré au cours d’un dîner donné par ses parents en 1886. En 1914, c’est lui qui procura à Proust la dispense qui lui permit de ne pas être envoyé au front. Il serait l’un des modèles possibles du docteur Cottard dans À la recherche du temps perdu.
S'intéressant à l'Antiquité, Pozzi collectionnait les pièces de monnaie et les statuettes, notamment les tanagras. Il s'intéressait également à l'histoire médicale, et émit l'hypothèse que la mort de la princesse Henriette, fille de Charles Ier, fut le résultat d'une grossesse extra-utérine.
Samuel Pozzi était aussi un bibliophile passionné. Proche des milieux littéraires, il possédait une bibliothèque remarquable. Son ex-libris reprend le corbeau dessiné par Édouard Manet pour Le Corbeau de Poe traduit par Stéphane Mallarmé, sur fond d'une fenêtre et avec la devise « Sic volo » (Donc je veux).

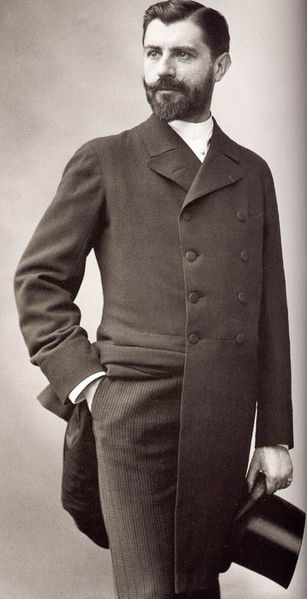
Samuel Pozzi, au temps de sa liaison avec Sarah Bernhardt, photographié par Nadar.

### Le séducteur né
Par son élégance, il est surnommé « la sirène » par ses élèves. Son physique et son charme, son intelligence et son humour le rendent irrésistible auprès des femmes.
Un de ses biographes dit de lui « Il aime les femmes passionnément comme tout ce qui est beau. Il leur consacra sa vie ».
Mme Aubernon l'appelait « l'amour médecin » (titre d'une comédie de Molière) tandis que Sarah Bernhardt, l'une de ses nombreuses conquêtes, le surnommait en toute simplicité « Docteur Dieu ». La correspondance de Sarah à Samuel au cours de leur liaison passionnée, mais intermittente et non exclusive de dix ans (1869-1879), a été publiée par la gynécologue australienne Caroline da Costa.
Mari volage n'hésitant pas à séduire des patientes, qu'il opérait aussi bien à l'hôpital qu'à leur domicile privé, il eut des aventures avec, entre autres, Georgette Leblanc, Réjane ou Emma Sedelmeyer Fischhof qui resta sa maîtresse jusqu'à la fin de sa vie. Il consolait sa femme, surnommée par Mme Aubernon « la muette de Pozzi » (en référence à l'opéra d'Auber), de ses infidélités en lui disant : « Je ne vous ai pas trompée, ma chère, je vous ai complétée ».
Leur fille Catherine Pozzi révèle dans son roman autobiographique Agnès, publié en 1927, combien elle a souffert de la mésentente de ses parents qui finirent par se séparer, et aussi d'avoir été écartée de sa vocation médicale par son père, opposé aux femmes médecins.

### L'antiféministe convaincu
Dans l'accession des femmes aux carrières médicales, Samuel Pozzi intervient dans le débat par une lettre publiée en 1884 dans la Revue Scientifique (8, 3e série, p. 536-538) sous le titre Contre l'internat des femmes.
Il est de ceux qui soutiennent la triple infériorité naturelle de la femme : physique, intellectuelle et morale. Il écrit par exemple « Pour être interne en médecine, il faut plus que des connaissances mais aussi la possession de soi-même, l'initiative, la décision, le sang-froid, le jugement. Or ces qualités sont-elles au même degré l'apanage de la femme que celui de l'homme ? ».
Il introduit des arguments socio-économiques tels que « Que deviendra la famille lorsque, la femme s'étant faite homme, sa place actuelle deviendra vacante ? Imaginez-vous une Société reconstruite sur ces bases nouvelles ; elle serait comparable à une usine où tous les ouvriers voudraient faire la même besogne ». Il estime que chaque sexe, comme chaque âge, doit avoir son rôle différent correspondant à sa spécialisation naturelle.
Enfin Pozzi révèle sa motivation profonde, la crainte de perdre le pouvoir masculin tout entier si l'on cède en médecine :

« D'internes, les femmes pourront devenir chefs de clinique, puis chefs de service et juges des concours. Ce n'est pas tout : fortes d'une invincible analogie (qu'elles invoquent déjà) elles exigeront l'entrée dans d'autres carrières (…) Que dis-je ? Que pourront objecter mes contradicteurs à celles qui s'en croyant la vocation, désireront concourir pour entrer dans les Écoles du Gouvernement, Écoles Normale, Polytechnique, Forestière, St Cyr même ? »

## Titres et honneurs
- 1870, membre de la Société d'anthropologie, président en 1888 ;
- 1872, membre de la Société anatomique ;
- 1873, membre de l'Association française pour l'avancement des sciences ;
- 1879, membre de la Société clinique de Paris ;
- 1880, membre de la Société de médecine publique et d'hygiène professionnelle ;
- 1881, membre de la Société de chirurgie, président en 1899 ;
- de 1885 à 1894, secrétaire général du congrès français de chirurgie ;
- 1900, membre de la Société d'obstétrique, de gynécologie et de pédiatrie, président en 1901 ;
- 1907, membre de la Société de médecine de Paris.

Il est aussi membre du conseil de surveillance de l'Assistance publique.
En 1896, il est élu membre de l'Académie de médecine (section de pathologie chirurgicale), et plus tard le vice-président.
Fait chevalier dans l'ordre de la Légion d'honneur le 23 octobre 1886, il est nommé officier le 17 avril 1894 puis grand officier le 14 février 1914,.

## Éponymie
- maladie de Pozzi : pseudorachitisme sénile (ou maladie de Paget) ;
- pince de Pozzi[17],[23] ;
- muscle de Pozzi : muscle court extenseur des doigts ;
- opérations de Pozzi : 1) procédé d'hystérectomie subtotale, 2) correction du vaginisme et de la sténose de l'orifice du vagin, 3) technique chirurgicale visant à élargir le col utérin, 4) procédé de chirurgie plastique pour suppléer l'absence de vagin[24].

Le centre hospitalier de Bergerac porte son nom.

## Œuvres et publications
- Étude sur les fistules de l'espace pelvi-rectal supérieur ou fistules pelvi-rectales supérieures , 1873, thèse de doctorat, lire en ligne sur Gallica.
- De la valeur de l’hystérotomie dans le traitement des tumeurs fibreuses de l’utérus, 1875, thèse d'agrégation.

Auteur de nombreuses études de gynécologie, il est surtout l'auteur d'un important Traité de gynécologie clinique et opératoire, qui a connu plusieurs éditions depuis 1890 et qui a été traduit en espagnol, en allemand, en anglais, en italien, en russe et en arabe.
- Traité de gynécologie clinique et opératoire, G. Masson, Paris , 1890, lire en ligne sur Gallica.
- Traité de gynécologie clinique et opératoire (4e édition revue et augmentée), Masson et Cie, Paris :
  - tome premier (1905), lire en ligne sur Gallica.
  - tome second (1907), lire en ligne sur Gallica.

Il publia également de nombreux articles dont :
- « Sur une variété fréquente du muscle court péronier latéral chez l'homme (anomalie réversive) », Bulletins de la Société d'anthropologie de Paris, 2e série, tome, 1872, p. 155-161, DOI 10.3406/bmsap.1872.4496 (texte intégral).
- « Sur la décoloration de la peau chez les nègres, sous l'influence du climat et de la maladie »,  Bulletins de la Société d'anthropologie de Paris, 2e série, tome 7, 1872, p. 815-817, DOI 10.3406/bmsap.1872.4552 (texte intégral).
- « Cerveau d'une imbécile », Bulletins de la Société d'anthropologie de Paris, 2e série, tome 9, 1874, p. 772-797, DOI 10.3406/bmsap.1874.3100 (texte intégral).
- De la valeur des anomalies musculaires au point de vue de l'anthropologie zoologique [Congrès de Lille 1874], Association française pour l'avancement des sciences, Paris , 1874, lire en ligne sur Gallica.
- « Inversion du sens génital chez un pseudo-hermaphrodite féminin et sarcome de l'ovaire gauche opéré avec succès », Bulletin de l'Académie nationale de médecine, 1911.
- Exposé des titres et travaux scientifiques, G. Masson, Paris , 1895, Texte intégral.
- Notes d'un voyage chirurgical en Argentine et au Brésil, impr. de Protat frères, Mâcon, 1912, lire en ligne sur Gallica.